# Noodles (gitarist)
Kevin John Wasserman (Los Angeles, 4 februari 1963), beter bekend onder zijn artiestennaam Noodles, is een Amerikaanse gitarist die sinds 1985 leadgitarist is van de Amerikaanse punkrockband The Offspring. Noodles kreeg zijn bijnaam voor zijn frequente noedels (een techniek van spelen) op de gitaar.

## Biografie
Kevin John Wasserman werd geboren in Los Angeles, Californië en groeide op Garden Grove samen met zijn ouders, zus en broertje. Nadat Wasserman was afgestudeerd van Pacifica High begon hij te werken als conciërge bij de Earl Warren Elementary School waar hij van 1981 tot 1994 heeft gewerkt. Wasserman speelde in lokale band genaamd Clowns of Death die hij had opgericht met een paar vrienden, zanger Mike Mullenix, bassist Aaron Henderson en drummer James Lilja. Wasserman kwam bij Manic Subsidal in 1985 nadat hij door Dexter Holland was uitgenodigd om bij de band te komen omdat Wasserman vrij goed gitaar kon spelen. In 1986 werd de naam van de band veranderd naar The Offspring. Bij een van de eerdere shows van de band werd hij door een skinhead in zijn schouder gestoken.
Wasserman onthulde later dat hij nooit had gedacht dat de band een succes zou worden. Hij zag The Offspring meer als hobby en deed het meer voor de lol. Nadat The Offspring doorbrak met Smash maakte hij het schooljaar als conciërge af om daarna verder te gaan met de band.

### Persoonlijk
Wasserman is sinds 1998 getrouwd met Jackie Wasserman en heeft een dochter Chelsea geboren in 1989 en een zoon Jackson geboren in 2002. Wasserman staat bekend om zijn bril met heel sterke glazen en zijn zwart-witte haar. Wasserman kreeg op jonge leeftijd al grijs haar en verfde zijn haar zwart, later liet hij sommige plekken haar niet verven zodat hij zwart en grijs haar en later zwart-wit haar had. Wasserman is woonachtig in Tustin. Ook is Wasserman kleurenblind.

## Apparatuur

### Gitaren
Noodles speelt over het algemeen Ibanez-gitaren en hij heeft nu vier kenmerkende modellen, die elk een Talman zijn. Zijn eerste was de NDM1, die is afgewerkt met ducttape. De tweede was de NDM2, die het logo van The Offspring met een bril op de slagplaat heeft. Zijn derde signature gitaar, de NDM3 (die ook wel de Ibanez Noodles Signature NDM3 wordt genoemd), had P90-pickups. Zijn nieuwste signature gitaar is de NDM4. Het heeft ook P90-pickups en heeft een sunburst-afwerking. Hij geeft de voorkeur aan DiMarzio Tone Zone-pickups.
In de begindagen van The Offspring speelde hij een breder scala aan gitaren, waaronder Fender Telecasters, Ibanez Talmans en Gibson Les Pauls. Hij bezit ook andere gitaarmodellen, zoals Paul Reed Smith-gitaren, een Fender Stratocaster en andere Fender-modellen, Jackson-gitaren en Gibson-gitaren. In een interview op The Offspring's Complete Music Video Collection, zei Noodles dat hij zijn Stratocaster had gegeven aan een van de acteurs die op de video verscheen voor hun single Self Esteem uit 1994.

### Versterkers
Noodles gebruikte voor de meeste platen VHT Pitbull-versterkers met 4x12 kasten. Sinds Splinter werden deze gemixt met VHT Classic Lead-versterkers.

## Discografie
| Jaar | Band          | Titel                         |
| ---- | ------------- | ----------------------------- |
| 1989 | The Offspring | The Offspring                 |
| 1991 | The Offspring | Baghdad                       |
| 1992 | The Offspring | Ignition                      |
| 1994 | The Offspring | Smash                         |
| 1997 | The Offspring | Club Me                       |
| 1997 | The Offspring | Ixnay on the Hombre           |
| 1998 | The Offspring | Americana                     |
| 1998 | The Offspring | A Piece of Americana          |
| 2000 | The Offspring | Conspiracy of One             |
| 2003 | The Offspring | Splinter                      |
| 2005 | The Offspring | Greatest Hits                 |
| 2008 | The Offspring | Rise and Fall, Rage and Grace |
| 2012 | The Offspring | Days Go By                    |
| 2014 | The Offspring | Summer Nationals              |
| 2021 | The Offspring | Let the Bad Times Roll        |
| 2021 | The Offspring | Gone Away                     |
| 2024 | Mötley Crüe   | Canceled                      |
| 2024 | The Offspring | Supercharged                  |